# .bs
.bs је највиши Интернет домен државних кодова (ccTLD) за Бахаме. Администриран је од стране Колеџа Бахама.